# Joe Mullaney
Joseph A. Mullaney, conhecido como Joe Mullaney (Long Island, 17 de novembro de 1924 – Providence, 8 de março de 2000) foi um basquetebolista e treinador profissional. Obteve maior sucesso enquanto treinava o Los Angeles Lakers. Também foi técnico do Los Angeles Clippers, Utah Stars e Kentucky Colonels.